# Буланівка

## Стислі відомості
Засноване запорізькими козаками.
В часі Голодомору 1932—1933 років нелюдською смертю померло не менше 15 людей.
1950 рік — села Лозуватку та Буланівку включено у межі Гаївки. В сучасності — вулиця.